# 1854 en musique classique
| \| • Retour à la chronologie générale de la musique classique • \| |
| Grèce • Rome • Haut Moyen Âge • VIIIe siècle • IXe siècle • Xe siècle • XIe siècle XIIe siècle • XIIIe siècle • XIVe siècle • XVe siècle • XVIe siècle • XVIIe siècle XVIIIe siècle • XIXe siècle • XXe siècle • XXIe siècle |
| • Retour à la chronologie générale de la musique classique • |

| Années en musique classique : 1851 - 1852 - 1853 - 1854 - 1855 - 1856 - 1857    |
| Décennies en musique classique : 1820 - 1830 - 1840 - 1850 - 1860 - 1870 - 1880 |

## Événements
- 16 février : L'Étoile du Nord, opéra de Giacomo Meyerbeer, créé à l'Opéra-Comique sous la direction de Théophile Tilmant.
- 16 avril : Mazeppa, poème symphonique de Franz Liszt, créé au théâtre de la Cour de Weimar.
- 18 octobre : La Nonne sanglante,  opéra de Charles Gounod, créé à la salle Le Peletier.
- 10 décembre : L’Enfance du Christ, d'Hector Berlioz, créé à Paris.

## Prix
- Adrien Barthe remporte le 1er Grand Prix de Rome.

## Naissances

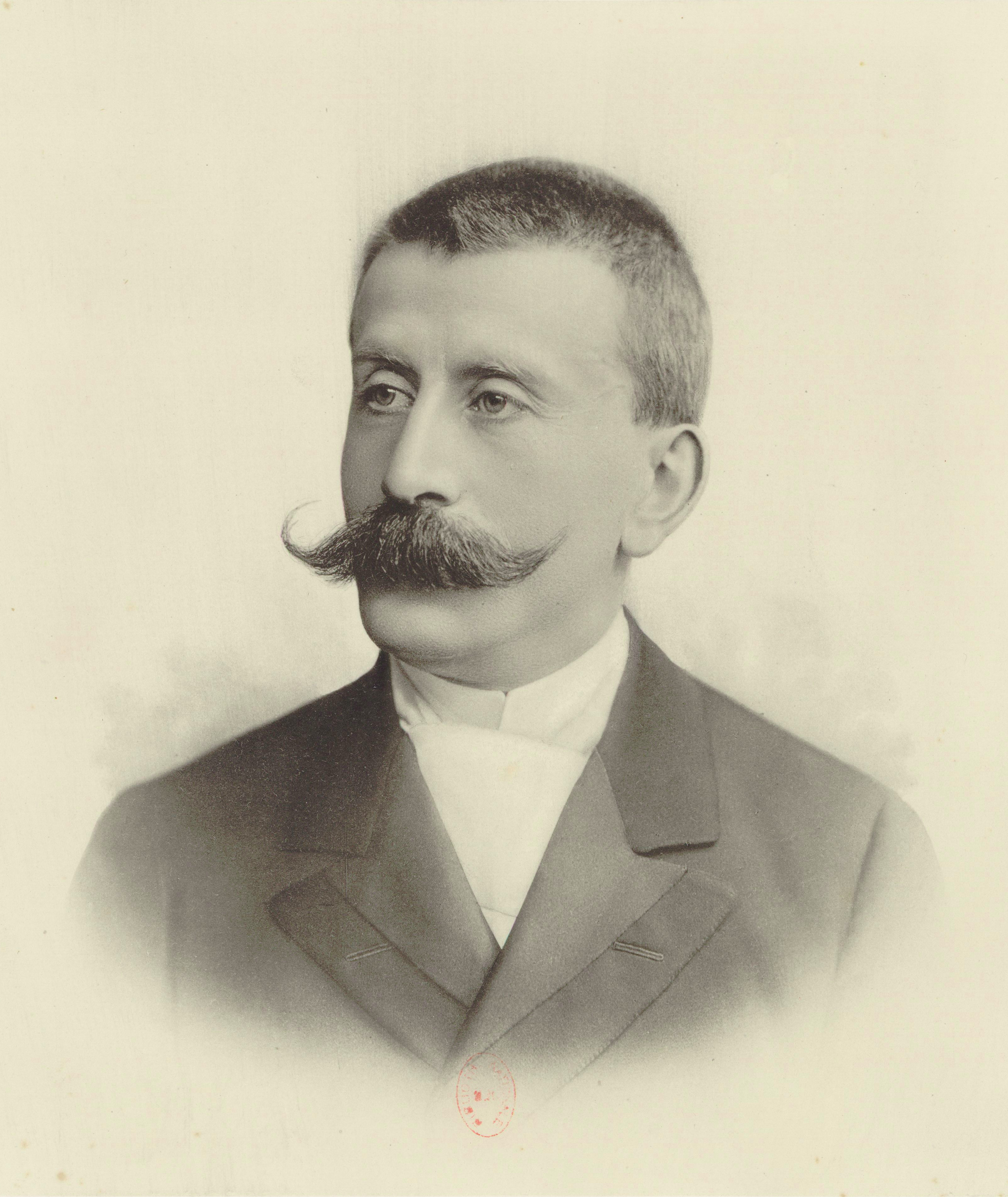
Moritz Moszkowski

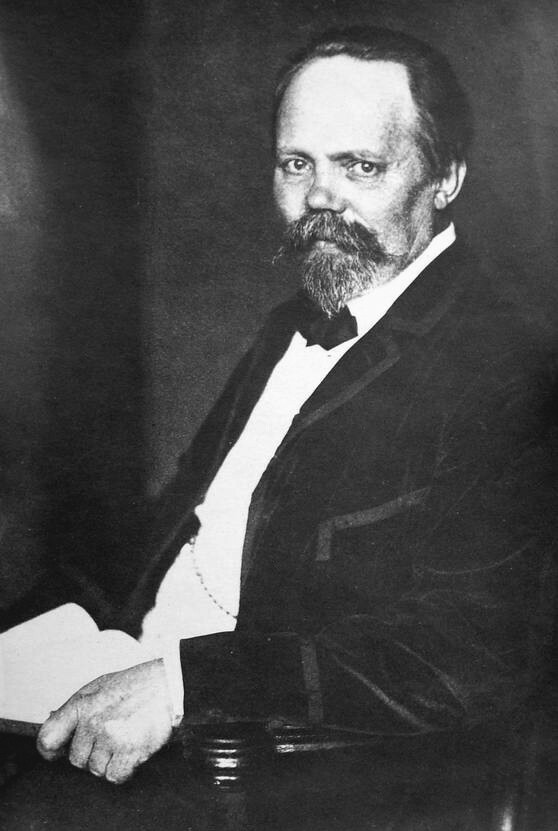
Engelbert Humperdinck

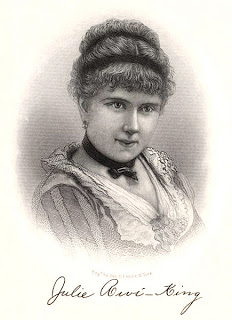
Julie Rivé-King

- 8 janvier : Adèle Isaac, cantatrice française († 22 octobre 1915).
- 10 janvier : 
  - Heinrich Köselitz, compositeur allemand († 15 août 1918).
  - Richard von Perger, chef d’orchestre et compositeur autrichien († 11 janvier 1911).
- 6 février : Tony Rieffler, compositeur français († 15 mai 1880).
- 27 mars : Edgar Tinel, compositeur et pianiste belge († 28 octobre 1912).
- 26 avril : Adolf Wallnöfer, compositeur autrichien († 9 juin 1946).
- 5 mai : Antonio Smareglia, compositeur italien († 15 avril 1929).
- 11 mai : Léon Ehrhart, compositeur et organiste français († 4 octobre 1875).
- 17 mai : Georges Gillet, hautboïste français († 8 février 1920).
- 18 mai : 
  - Eugène de Bricqueville, organiste, compositeur, chef d'orchestre, musicographe et collectionneur d'instruments de musique français († 20 mai 1933).
  - Bernard Zweers, compositeur, chef de chœur et chef d'orchestre néerlandais († 9 décembre 1924).
- 27 mai : Pavel Pabst, pianiste russe († 9 juin 1897).
- 18 juin : Maurice Ordonneau, dramaturge et compositeur français († 14 novembre 1916).
- 19 juin : Alfredo Catalani, compositeur italien († 7 août 1893).
- 3 juillet : Leoš Janáček, compositeur tchèque († 12 août 1928).
- 4 juillet : Heinrich Zöllner, compositeur et chef d'orchestre allemand († 8 mai 1941).
- 5 juillet : Léon Karren, chef de musique militaire et compositeur français († 8 février 1920).
- 3 août : Fernand de La Tombelle, compositeur et organiste français († 13 août 1928).
- 23 août : Moritz Moszkowski, compositeur allemand († 4 mars 1925).
- 1er septembre : Engelbert Humperdinck, compositeur allemand († 27 septembre 1921).
- 22 septembre : Ovide Musin, violoniste et compositeur belge († 30 octobre 1929).
- 10 octobre : Gerónimo Giménez, compositeur et chef d'orchestre espagnol († 19 février 1923).
- 30 octobre : Julie Rivé-King, pianiste et compositrice américaine († 28 juillet 1937).
- 6 novembre : John Philip Sousa, compositeur américain († 6 mars 1932).
- 9 novembre : Joseph Miroslav Weber, compositeur, violoniste et organiste tchèque († 1er janvier 1906).
- 13 novembre : George Chadwick, compositeur américain († 4 avril 1931).
- 16 novembre : Franz Curti, compositeur suisse († 6 février 1898).
- 26 novembre : Émile Wambach, compositeur, chef d'orchestre, violoniste et pianiste belge († 6 mai 1924).
- 3 décembre : Max Bouvet, chanteur d'opéra français († 1943).
- 9 décembre : Pekka Hannikainen, compositeur et chef de chœur finlandais († 13 septembre 1924).
- 19 décembre : Robert Vollstedt, compositeur allemand de valse († 22 novembre 1919).

Date indéterminée

## Décès

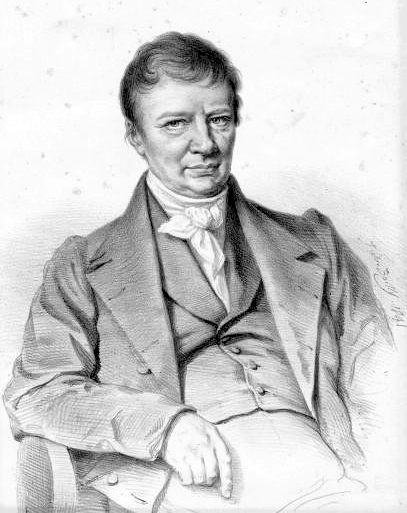
Louis Norblin.

- 15 janvier : Édouard Boilly, compositeur français (° 16 novembre 1799).
- 4 février : Iwan Müller, clarinettiste et facteur d'instrument à vent estonien (° 3 décembre 1786).
- 3 mars : Giovanni Rubini, ténor italien (° 7 avril 1794).
- 18 avril : Józef Elsner, compositeur polonais (° 1er juin 1769).
- 26 mars : Emilie Hammarskjöld, compositrice, chanteuse, pianiste, professeur de musique et organiste américaine d'origine suédoise (° 6 mai 1821).
- 1er juin : Josipina Turnograjska, poète et compositrice slovène (° 4 juillet 1833).
- 17 juin : Henriette Sontag, soprano allemande (° 13 mai 1805).
- 14 juillet : Louis Norblin, violoncelliste français (° 2 décembre 1781).
- 6 août : Albert de Garaudé, accompagnateur et compositeur français (° 27 octobre 1821).
- 7 août : Heinrich Aloys Prager, violoniste, guitariste, et compositeur néerlandais (° 23 décembre 1783).
- 8 août : Juliette Dillon, organiste, pianiste, compositrice et journaliste musicale française (° 23 décembre 1823).
- 21 août : August Ferdinand Anacker, compositeur allemand (° 17 octobre 1790).
- octobre : Luigi Tarisio, violoniste italien, collectionneur et marchand de violons (° vers 1790).
- 30 octobre : Adolphe Miné, organiste, pianiste, et compositeur français (° 4 novembre 1796).
- 23 décembre : Carlo Yvon, hautboïste, compositeur italien (° 29 avril 1798).